# Okna
Okna  (en allemand : Woken bei Hirschberg) est une commune du district de Česká Lípa, dans la région de Liberec, en République tchèque. Sa population s'élevait à 314 habitants en 2021.

## Géographie
Okna se trouve à 20 km au sud-est de Česká Lípa, à 38 km au sud-ouest de Liberec et à 53 km au nord-nord-est de Prague.
La commune est limitée par Doksy au nord et à l'est, par Luka au sud, et par Blatce au sud, par Ždírec au sud-ouest et par Tachov au nord-ouest.

## Histoire
La première mention écrite de la localité date de 1369.

## Galerie

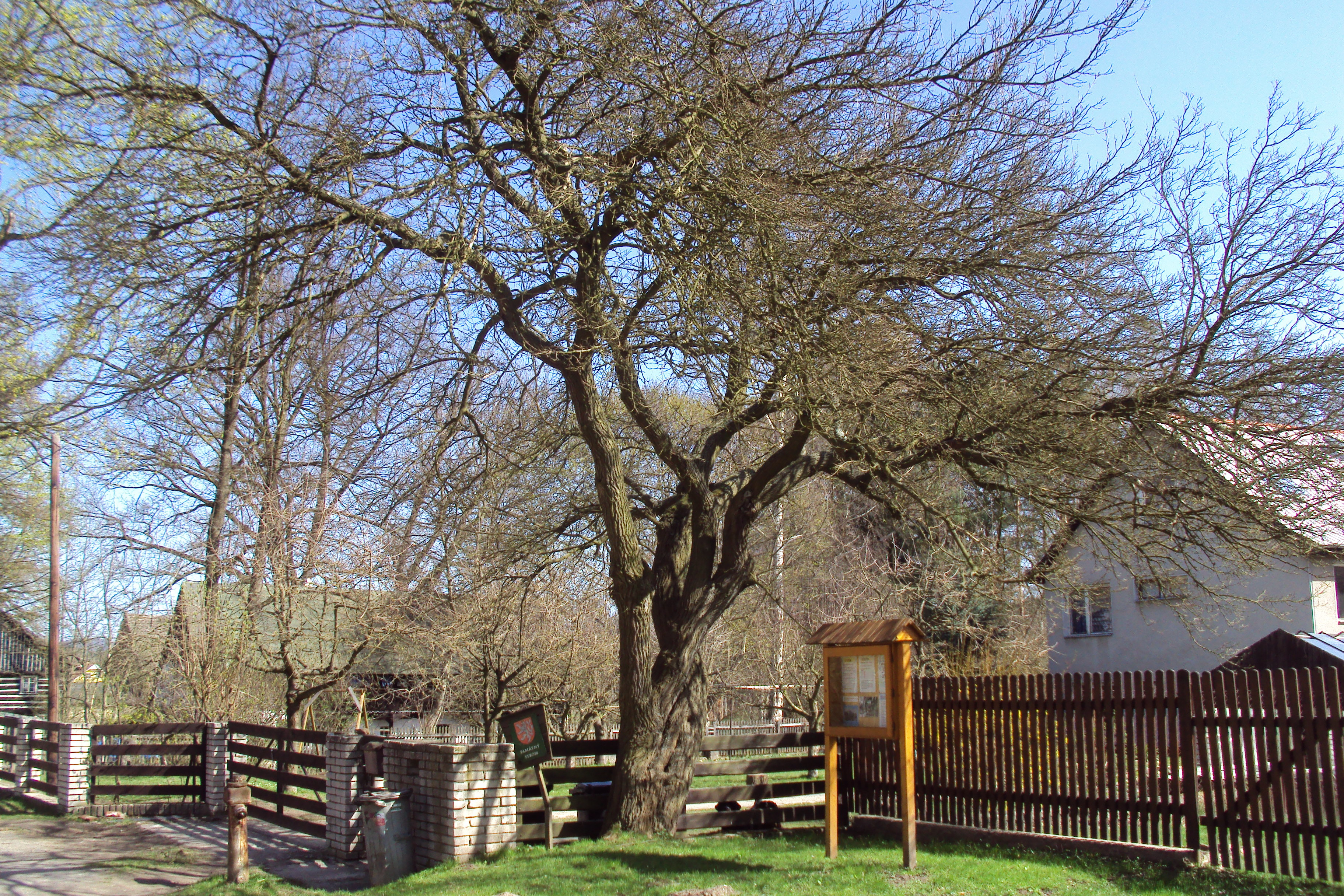
Mûrier blanc.
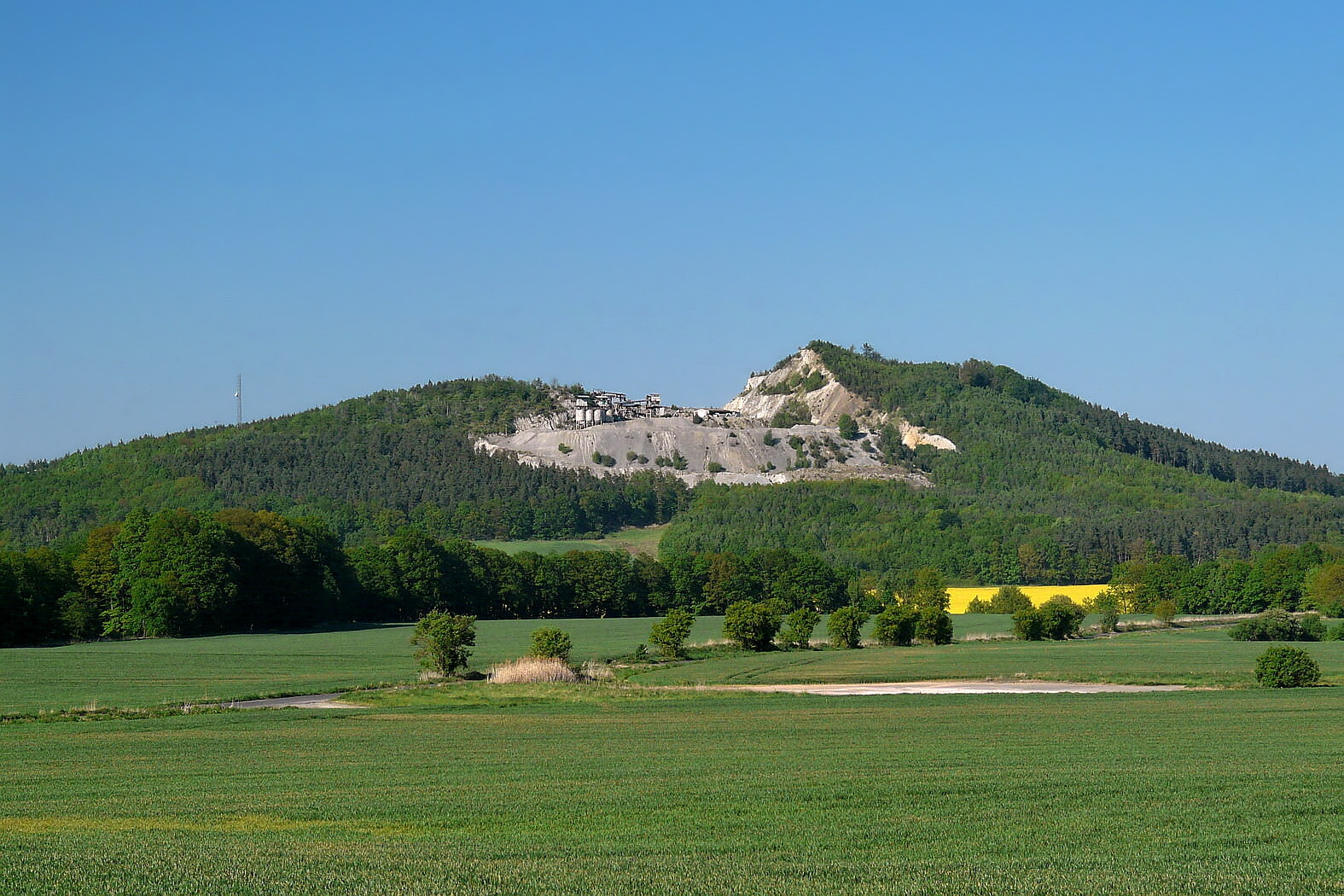
Tachovský vrch (466 m).

## Transports
Par la route, Okna se trouve à 3 km de Doksy, à 24 km de Česká Lípa, à 26 km de Mladá Boleslav, à 59 km de Liberec et à 69 km de Prague.